# São João da Boa Vista
São João da Boa Vista est une ville brésilienne de l'État de São Paulo, située à une latitude de 21° 58′ 09″ sud, une longitude de 46° 47′ 53″ ouest et une altitude de 767 mètres.
Selon les estimations de l'Institut brésilien de géographie et de statistiques pour 2009, São João Boa Vista compte une population de 83 909 habitants et son indice de développement humain est de 0,843, le 15e meilleur de l’État de São Paulo. Elle est connue pour ses magnifiques couchers de soleil.

## Histoire
Les origines de São João da Boa Vista présentent des points controversés qui ne seront jamais parfaitement éclaircis. Il n’existe aucune documentation fiable fournissant une preuve irréfutable de la manière dont sa fondation a eu lieu.
Il est cependant admis comme un fait avéré que les terres qui forment aujourd'hui la municipalité appartenaient à Mogi Mirim et étaient occupées par Antônio Manuel de Oliveira (alias Antônio Machado), qui, avec ses beaux-frères Ignácio et Francisco, arrivé sur les rives de la rivière Jaguari-Mirim, venant d'Itajubá en 1821.

## Maires
| Période | Période | Identité               | Étiquette | Qualité |
| ------- | ------- | ---------------------- | --------- | ------- |
| 2009    | 2012    | Nelson Mancini Nicolau | PMDB      |         |